# Polydora mabinii
Polydora mabinii är en ringmaskart som beskrevs av Williams 200. Polydora mabinii ingår i släktet Polydora och familjen Spionidae. Inga underarter finns listade i Catalogue of Life.